# Stenoxylita sasajii
Stenoxylita sasajii is een keversoort uit de familie zwamspartelkevers (Melandryidae). De wetenschappelijke naam van de soort werd in 2001 gepubliceerd door Toyoshima.